# Rudolf Jičín
Rudolf Jičín (19. března 1933, Hradec Králové – 9. srpna 2011, Vimperk) byl český filozof a archivář známý svým nekonvenčním myšlením a osobitým stylem svých děl.

## Život a vzdělání
V letech 1952–1957 studoval filozofii a historii na Filozofické fakultě Univerzity Karlovy, kde navštěvoval také přednášky z logiky u profesora O. Zicha. Doktorát filozofie získal v roce 1969 na Univerzitě Palackého v Olomouci pod vedením profesora Josefa Ludvíka Fischera.
Po skončení svého studia na filozofické fakultě začal pracovat jako archivář v trutnovském okresním archivu, který později vedl jako ředitel. Jako archivář se živil po zbytek svého života. Spolupracoval na řadě odborných regionálních publikací zaštiťovaných Trutnovským muzeem. Od dob normalizace se věnoval pouze filozofii a své originální tvorbě. Pracoval také v Ústavu pro soudobé dějiny ČSAV.
V roce 1993 byl účasten v případu zastavení vydávání týdeníku Politika z podněcování nenávisti, kde byl jako soudní znalec přizván obhajobou. V případu se jednalo o vydání knihy Henryho Forda Mezinárodní Žid. Následně ztratil zaměstnání v Ústavu pro soudobé dějiny ČSAV.

## Filozofické zaměření
Jičín se uvedl jako svérázny a nekonformní myslitel, břitký glosátor a svérázný humorista. Ze současných filozofů jsou mu blízcí pouze Milan Středa a Zdeněk Vašíček.
Jičín se inspiroval mysliteli jako Arthur Schopenhauer, Friedrich Nietzsche, Oswald Spengler a Ladislav Klíma. Ve filozofii byl subjektivistou se sklony k ludibrijnímu solipsismu, podobně jako Klíma.
V sociologii se zabýval rolí davů v moderní společnosti, v logice se věnoval teorii deskripce (Bertrand Russell), přičemž jeho práce v této oblasti vycházely z Carnapovy sémantiky, numerické taxonomie a Vašíčkovy ideje deskriptivních věd.
| „                      | Mezi čelnými zločinci, kteří přispěli k vítězství davového nihilismu, je nutno jmenovat především Marxe, Freuda a Einsteina. První vzal člověku Boha, druhý lásku a třetí jakoukoliv pevnou hodnotu. Náhradou mu nabídl hmotu, sex a relativitu. | “ |
| — Rudolf Jičín, citáty | |   |

## Dílo
Před vydáním své knihy se Jičín prezentoval veřejnosti pouze úvodem k vlastnímu překladu díla Oswalda Spenglera Člověk a technika a několika časopiseckými úvahami. Jeho životním dílem je sedmisvazkové strojopisné dílo Sebrané spisy nepublikova(tel)ných (celkem 6 kg), které jsou podle jeho vlastních slov obsahem i formou pro odbornou i ostatní veřejnost nepřijatelné a z valné části jí nepředložitelné. Jednotlivé svazky obsahují:
- Tractatus sociologico-pornographicus
- Rukojeť ludibrijního egosolipsismu
- Kladivo na dvounohý hmyz[2]
- Komentář ke Kantovým Prolegomenům
- Komentář k Bhagavadgítě
- Zůstalost A1
- Zůstalost A2
- Bohnické listy
- Planeta Solipsis
- Fekalino
- Nové Ecce homo

Jeho díla jsou známá svou nekonvenčností a často sarkastickým humorem a vulgárním jazykem. Jičín usiluje o stručnost a údernost svých myšlenek. Složité filosofické koncepty předkládá tak, aby byly srozumitelné i nezasvěcenému čtenáři. Jeho kniha Kladivo na dvounohý hmyz je popisována jako syntéza filozofického myšlení s osobitým sarkastickým humorem. Jde o filosoficko-sociologickou sondou, která zkoumá stav novodobé společnosti, v níž se autor snaží najít své místo a konfrontuje ji se svými názorovými východisky. Jičín sám se necítil být součástí této společnosti.
| „                                        | Uvažme následující test: po celodenním půstu budiž doprostřed hloučku zkoumaných lidských exemplářů postavena mísa vařených brambor. Výsledek testu, všeobecná rvačka o žrádlo, plně odhalí statistického člověka v jeho podstatě. Na malém modelu rázem po chopíme celé lidské dějiny. Vůbec už není zapotřebí je studovat. Vše je dokonale jasné. Nevíme nic o Buddhovi, Sokratovi a Ježíši Kristu, nic o Bachovi, Rembrandtovi či Goethovi, ale zato o člověku víme vše potřebné. ... Člověk, jak dokazuje jeho historie, byl vždy výlupkem všeho darebáctví. Lstivostí a mazaností neboli rozumem dosáhl také priority mezi ostatními hloupými zvířaty, z nichž žádné nemělo dostatek síly, aby ho potrestalo. | “ |
| — Rudolf Jičín, Kladivo na dvounohý hmyz | |   |

V Ústavu pro soudobé dějiny AV ČR se podílel na několika sbornících:
- Pražské dohody 1945–1947. Soubor dokumentů[8]
- Československo a Marshallův plán. Sborník dokumentů[9]
- Bibliografie samizdatových publikací a statí ve fondech a sbírkách dokumentačního oddělení ÚSD. Historie[10]

## Publikační činnost
Jičín publikoval své názory od roku 1993 sporadicky v okrajových sbornících a méně známých časopisech.

### Sborníky:[1]
- Procházka staletími. K sedmdesátinám Zániku Západu, Dissertationes historicae 1, 1993;
- Pohledy do minulosti. Objektivistické a perspektivistické pojetí dějin, Dissertationes historicae 2, 1994.

### Časopisecké příspěvky:[1]
- The Problem of the Similarity of Objects in Numerical Taxonomy (s Z. Vašíčkem), Journal gen. Microbiol. 1969;
- The Problem of Similarity of Shape (s Z. Vašíčkem), Syst. Zool. 1971;
- Some Problems of Descriptions of Sets of Objects, Journal theor. Biol. 1972;
- Demokratický mýtus a česká společnost, Dnešek 1993, č. 7;
- K moderním ideologiím, Národ (příloha Pochodně dneška) 1995, č. 4, 5;
- Masa a elita, Národ 1995, č. 8.